# Zaczopki (wieś)
Zaczopki – wieś w Polsce położona w województwie lubelskim, w powiecie bialskim, w gminie Rokitno.
Wieś magnacka położona była w końcu XVIII wieku w powiecie brzeskolitewskim województwa brzeskolitewskiego. W latach 1975–1998 miejscowość administracyjnie należała do województwa bialskopodlaskiego.
Wieś jest sołectwem w gminie Rokitno. Według Narodowego Spisu Powszechnego z roku 2011 wieś liczyła 189 mieszkańców.
| SIMC    | Nazwa     | Rodzaj    |
| ------- | --------- | --------- |
| 0018520 | Boblowska | część wsi |
| 1023486 | Gajki     | część wsi |
| 0018590 | Koniec    | część wsi |
| 0018517 | Nowina    | część wsi |
| 0018543 | Trybówka  | część wsi |
| 0018508 | Wygnanka  | część wsi |

Wierni Kościoła rzymskokatolickiego należą do parafii św. Apostołów Piotra i Pawła w Pratulinie.
W Zaczopkach znajduje się cmentarz wojenny z I wojny światowej.